# Alpac Capital
Alpac Capital ist eine portugiesische Investmentgesellschaft. Sie investiert vornehmlich in europäische Unternehmen.

## Geschäftstätigkeit
Alpac Capital wurde im Jahr 2013 in Lissabon gegründet. Es unterhält daneben Büros in Budapest und Dubai. Vorstandsvorsitzender und Miteigentümer (zusammen mit Luís Santos) ist der portugiesische Geschäftsmann Pedro Vargas David. Sein Vater Mário David ist ein langjähriger Berater und Freund des ungarischen Ministerpräsidenten Viktor Orbán. Er war außerdem einer von zehn Vizepräsidenten der Europäischen Volkspartei und Mitglied des Europäischen Parlaments.
Im Jahr 2022 übernahm Alpac Capital die Mehrheit am europäischen Nachrichtensender Euronews vom Ägypter Naguib Sawiris. Daneben unterhält es unter anderem Beteiligungen an der Versicherungsgesellschaft Caravela Seguros und an verschiedenen portugiesischen IT-Unternehmen.